# Siemens-Schuckert D.IV
Siemens-Schuckert D.IV – niemiecki samolot myśliwski z okresu I wojny światowej, produkowany przez wytwórnię Siemens-Schuckertwerke GmbH.

## Opis konstrukcji
Był to jednomiejscowy dwupłat konstrukcji drewnianej, napędzany silnikiem Siemens & Halske Sh.III. Ze względu na dobre osiągi (znaczna prędkość, wysoka prędkość wznoszenia) jest przez niektórych uważany za jeden z najlepszych niemieckich samolotów myśliwskich, użytkowanych podczas I wojny światowej. Samolot pojawił się jednak zbyt późno i został wyprodukowany w zbyt małej liczbie egzemplarzy, by wpłynąć znacząco na przebieg wojny.